# Dissezione (anatomia)
La dissezione (dal latino dissecare, composto da dis, indicante separazione, e secare, tagliare) è la pratica di sezionamento di un organismo per analizzarne la struttura interna. In anatomia patologica il termine dissezione (o dissecazione) indica lo scollamento, ossia la divisione in piani, di una struttura anatomica a più strati.
In ambito biologico e botanico il termine richiama più spesso un'analisi di piante o animali, mentre in ambito medico allo studio di un cadavere umano per motivi di studio o di insegnamento. Quest'ultima operazione solitamente si pratica in sala anatomica, a volte all'interno della procedura autoptica come parte dell'indagine forense.

## Storia

Una celebre dissezione, opera di Rembrandt

### In Asia
La medicina tibetana ha sviluppato nel tempo una conoscenza molto sofisticata dell'anatomia e della fisiologia, acquisita dalla loro lunga esperienza con la dissezione umana.
In Tibet per necessità indotta dalla durezza del terreno e la mancanza di legna per la cremazione fu adottata molto tempo fa la pratica della 'sepoltura aerea', ancora oggi praticata: iniziando con un rituale di dissezione del defunto si portano poi i suoi resti sulla cima di una collina o una montagna, per darli in pasto ad avvoltoi o altri rapaci.
Nei secoli la conoscenza anatomica ha trovato terreno fertile nell'Ayurveda e in minor proporzione in Cina. Conseguentemente il Tibet è diventato uno dei centri della medicina buddhista tra il XII e il XVI secolo, dove i monaci venivano a studiare anche da paesi stranieri.

### In Europa
Nell'antica Grecia, all'inizio del III secolo a.C., i medici greci Erofilo di Calcedonia ed Erasistrato di Ceo effettuavano sistematicamente dissezioni su corpi umani, mentre pare che prima e dopo la loro epoca la pratica fosse largamente condannata e limitata ad altre specie animali.

La legge romana impediva la dissezione e l'autopsia del corpo umano e medici come Galeno furono impossibilitati a lavorare su cadaveri umani. Galeno ad esempio dissezionò macachi assumendo che la loro anatomia fosse sostanzialmente uguale a quella degli uomini.

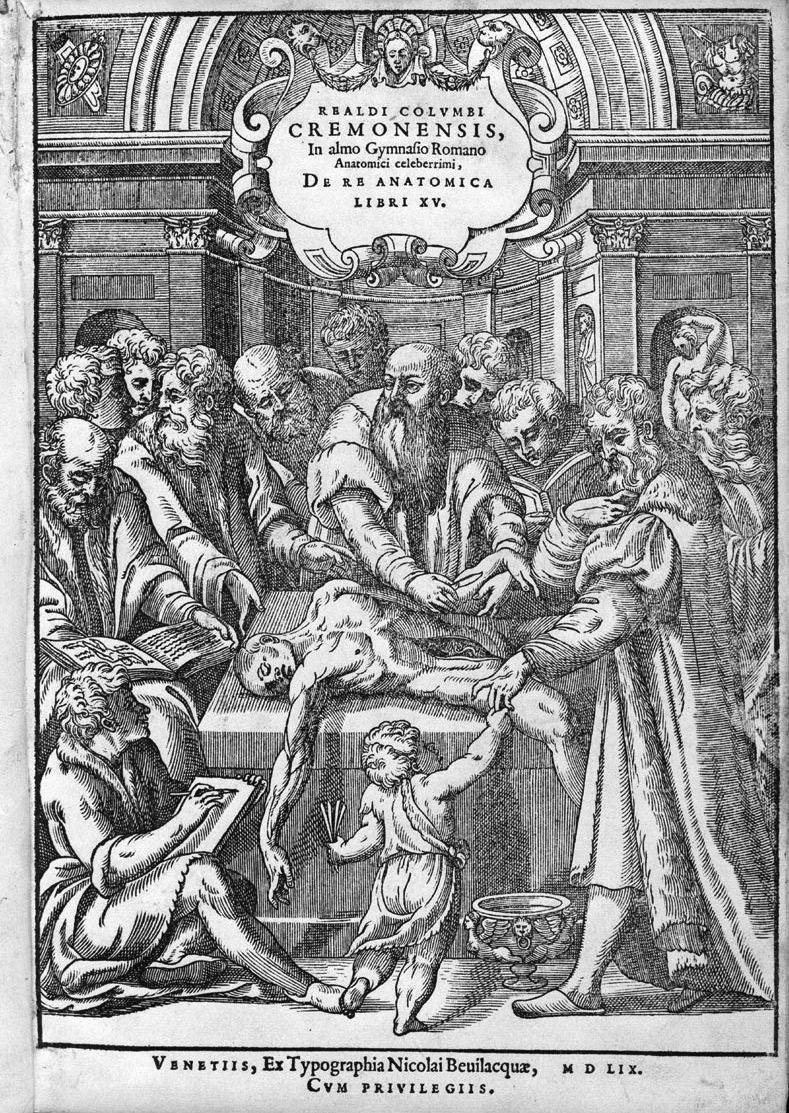
Illustrazione di una dissezione (De Re Anatomica di Realdo Colombo, 1559)

Mondino dei Liuzzi, Anathomia, 1541

Al contrario del periodo della Roma pagana, l'Europa cristiana non esercitava una proibizione totale di dissezioni e autopsie, che vennero regolarmente eseguite almeno dal XIII secolo. In quel tempo infatti la presa di coscienza del fatto che l'anatomia poteva essere insegnata solo tramite dissezioni di corpi umani risultò nella legalizzazione in molti stati europei tra il 1283 e il 1365, e addirittura papa Innocenzo III ordinò una dissezione post mortem in una situazione di sospetta morte.
È anche stato suggerito che la teologia cristiana contribuì sostanzialmente alla ripresa delle dissezioni e autopsie portando un contesto socio-religioso in cui il cadavere non era più visto come un'entità sacrosanta.
Alcuni paesi europei iniziarono a legalizzare dissezioni di criminali dopo le loro esecuzioni, per scopi di educazione tra il XIII e XIV secolo, e Mondino de' Liuzzi eseguì una dissezione pubblica nel 1315, la prima di cui ci è pervenuta notizia.
Galeazzo di Santa Sofia, chiamato dall'università di Padova a Vienna, nel 1404 eseguì la prima dissezione anatomica a nord delle Alpi.
Andrea Vesalio nel XVI secolo eseguì numerose dissezioni che porteranno a sconvolgimenti nelle idee anatomiche del tempo, spesso basavate ancora su descrizioni di Galeno, considerato il maestro incontraddicibile.
La chiesa cattolica ordinò nel 1533 la dissezione delle due gemelle siamesi Joana e Melchiora Ballestero, a Hispaniola, nei Caraibi, per determinare se avessero un'anima in comune. Si constatò che avevano due cuori distinti, e dunque due anime, come dall'esperienza del filosofo greco Empedocle, primo autore a sostenere la sistemazione dell'anima nel cuore.

#### Inghilterra
In Inghilterra la dissezione rimase largamente proibita fino al XVI secolo, quando una serie di editti reali diede a specifici gruppi di medici e chirurghi possibilità limitate di dissezionare cadaveri.
Alla metà del XVIII secolo il Royal College of Physicians e la Company of Barber-Surgeons (una specie di gilda che raccoglieva barbieri e chirurghi) erano le uniche due organizzazioni a cui era permesso di eseguire dissezioni, e avevano una quota annuale di 10 cadaveri da spartirsi. Risultato delle pressioni di anatomisti, specialmente del gruppo di studenti in medicina che andava rapidamente crescendo, fu il Murder Act del 1752, il quale permetteva la dissezione di corpi di condannati.
Al XIX secolo i corpi risultarono insufficienti data l'espansione delle scuole pubbliche e il gran numero di scuole di medicina private che venivano nascendo e che non avevano accesso legale ai corpi. Il mercato nero di cadaveri e arti divenne fiorente e portò alla creazione di una nuova professione: il body-snatcher, trafugatore di corpi, fino all'estremo del massacro di Burke and Hare nel 1828, quando 16 persone furono uccise per venderne le salme agli anatomisti. Il conseguente compianto popolare amplissimo portò a una legge, l'"Anatomy Act" del 1832, che aumentò grandemente il numero di cadaveri per dissezione reperibili legalmente.

### In America
Negli Stati Uniti d'America, dagli anni venti, nelle lezioni di biologia al college sono diventate molto comuni le dissezioni di rane, e gradualmente sono state introdotte anche a livelli inferiori del percorso educativo.
Nel 1988 una stima riporta che dal 75 all'80% degli studenti americani nelle scuole superiori avevano partecipato a una dissezione di rana. Le rane utilizzate appartengono solitamente al genere Rana, e altri animali utilizzati comunemente erano, ai tempi di rilevazione dei dati (1988): feti di maiale, perche, e gatti tra i vertebrati, e tra gli invertebrati vermi, cicale, gamberi e stelle marine.
In California nel 1988 è passata una legge per i diritti degli studenti che dava la possibilità a studenti che non volevano eseguire la dissezione di completare progetti alternativi. Durante gli anni 1990 è andata sempre crescendo la percentuale di studenti che sceglieva di non eseguire le dissezioni.

### Nel mondo islamico
Non si sa con certezza se dissezioni umane venissero eseguite nella medicina araba nonostante accademici arabi come Al-Ghazali esprimessero supporto per questa pratica. È possibile comunque che medici arabi eseguissero dissezioni, tra cui Ibn Zuhr (Avenzoar) (1091–1161) in Al-Andalus, il medico personale del Saladino, Ibn Jumay, durante il XII secolo, Abd el-Latif in Egitto c. 1200, e Ibn al-Nafīs in Siria ed Egitto nel XIII secolo.
Comunque restano dubbi sull'esecuzione della pratica dato che al-Nafis, specialista in giurisprudenza islamica, dichiarò le dissezioni non-islamiche e da evitare, citando la shari'a e i suoi messaggi di compassione per il corpo umano.

## Procedure

### Strumenti e obiettivi

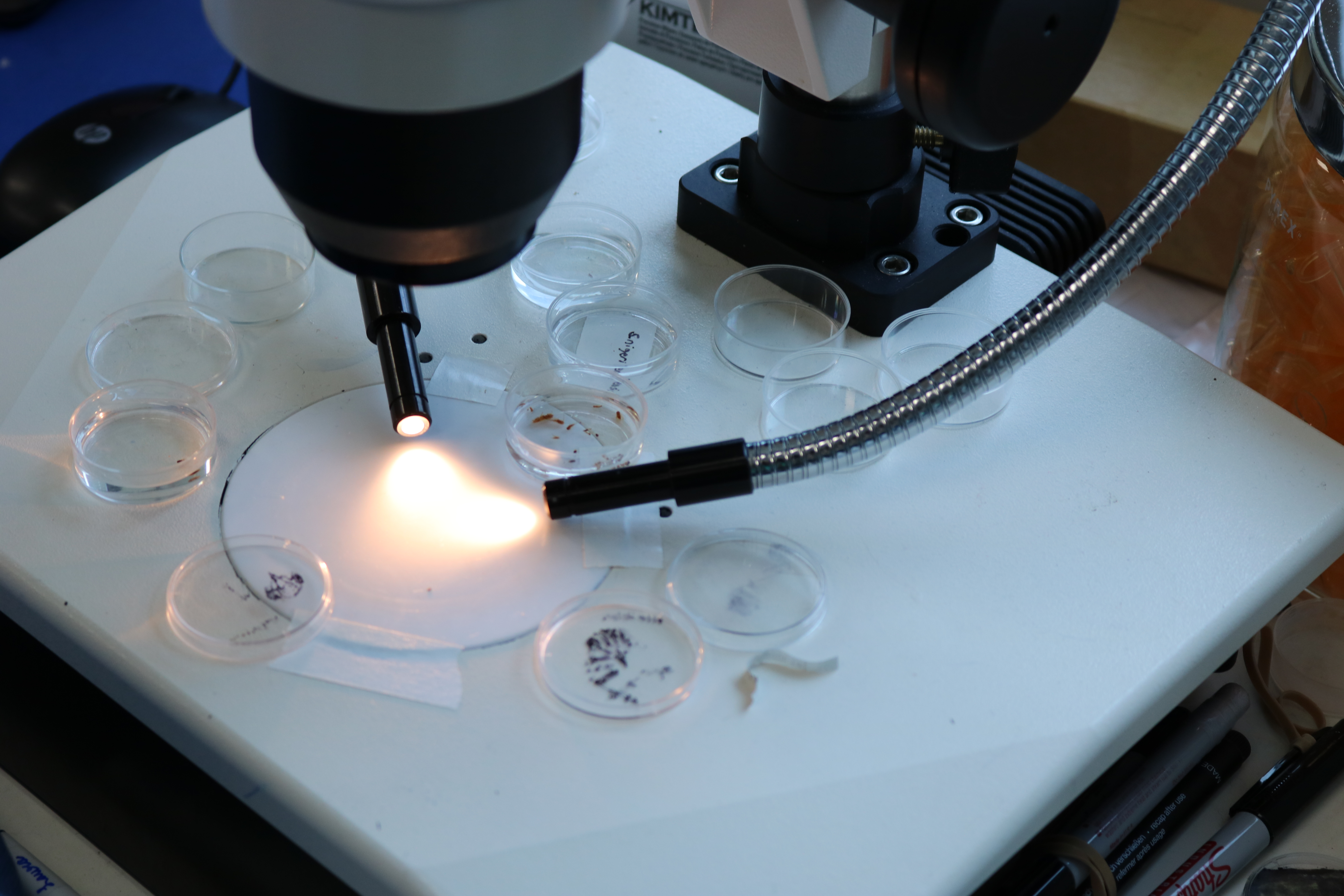
Esempio di microscopio per dissezione e campioni di zanzara utilizzati a scopi di ricerca contro la malaria e altre malattie

A seconda dello scopo dell'operazione possono essere usati varî strumenti; inizialmente con il bisturi si incide il tessuto epiteliale, si procede con le prime operazioni di isolamento degli organi di interesse e all'osservazione delle loro forme e rapporti. Per guadagnare accesso all'interno della gabbia toracica è comune la resezione delle coste con l'impiego di un costotomo, operazione denominata costotomia nel caso si debbano analizzare i polmoni, il cuore o altri organi dell'apparato respiratorio, del sistema cardiovascolare o di quello linfatico.

### Conservazione del cadavere
In caso di necessità di conservazione del corpo per un'analisi successiva è necessario fermare il processo di putrefazione del cadavere. Per questo motivo sono state sviluppate varie tecniche, tra cui la refrigerazione negli obitori o la perfusione del corpo con sostanze chimiche atte a fermare la decadenza e a preservare le strutture anatomiche. La procedura standard di preparazione del corpo consiste nell'iniettare nel letto vascolare della salma, a bassa pressione e in un periodo di circa 24 ore, un fissativo di circa 15/18 litri con la seguente composizione:
- Alcool, 3 L
- Glicerina, 1 L
- Formalina, 1 L
- Acido fenico, 200 g
- Acetato di potassio, 800 g
- Nitrato di potassio, 200 g
- Cloruro di sodio, 800 g
- Acqua, 10 L

La perfusione è bene che venga fatta attraverso l'arteria femorale. A perfusione avvenuta la salma viene immersa in una vasca contenente la stessa miscela e qui rimane per almeno 20 giorni.
Dopo questo periodo la salma viene deposta in un sacco di plastica a tenuta, e conservata in una cella frigorifera a 2-4 °C. La conservazione dura indefinitamente.